# 11829 Tuvikene
11829 Tuvikene è un asteroide della fascia principale. Scoperto nel 1984, presenta un'orbita caratterizzata da un semiasse maggiore pari a 2,2847702 UA e da un'eccentricità di 0,1372149, inclinata di 3,57594° rispetto all'eclittica.